# Pora na seks
Pora na seks – pierwszy i jedyny album Piotra Zandera. Wydany w roku 1988 na nośniku kasety magnetofonowej nakładem wydawnictwa Polton.
Nagrania (A 1, A 3–6, B 3–5) zrealizowano w Studio Polskiego Radia w Szczecinie. Remix w Studio Teatru STU w Krakowie. Realizatorzy: Piotr Brzeziński, Piotr Madziar i Przemysław Kućko. Nagrania (B 1–2) zrealizowano w Studio Marcelego Latoszka. Realizator – Rafał Paczkowski. Nagranie (A 2) zrealizowano w Studio „Giełda” Polskiego Radia w Poznaniu. Realizator – Piotr Madziar.
Konsultacja muzyczna – Dorota Zamolska. Współpraca realizacyjna – Ryszard Gloger. Projekt graficzny i foto – Robert Król.

## Lista utworów
Strona A
1. „Su-Chi” (muz. Piotr Zander) – 0:23
2. „Positano” (muz. Piotr Zander) – 3:10
3. „Pora na seks” (muz. Piotr Zander; sł. Andrzej Mogielnicki) – 3:30
4. „Sezon clowna” (muz. Piotr Zander; sł. Andrzej Mogielnicki) – 4:55
5. „Wojna o nic” (muz. Piotr Zander; sł. Małgorzata Ostrowska) – 4:15
6. „Król rock’n’rolla” (muz. Piotr Zander; sł. Małgorzata Ostrowska) – 4:30

Strona B
1. „Napolitano” (muz. Piotr Zander; sł. Andrzej Mogielnicki) – 4:15
2. „Brzydkie dzieci” (muz. Piotr Zander; sł. Andrzej Mogielnicki) – 3:45
3. „Całe niebo w nas” (muz. Piotr Zander; sł. Andrzej Mogielnicki) – 4:10
4. „Kontemplacje Dziobaka” (muz. Piotr Zander) – 4:10
5. „Su-Chi” (muz. Piotr Zander) – 0:23

## Twórcy
- Piotr Zander – gitary, programowanie perkusji, gitara basowa, aranżacje
- Małgorzata Ostrowska – śpiew
- Mieczysław Szcześniak – śpiew
- Janusz Panasewicz – śpiew w utworach B1 i B2
- Artur Gadowski – śpiew
- Jerzy Suchocki – instrumenty klawiszowe
- Rafał Paczkowski – programowanie perkusji
- Grzegorz Górkiewicz – instrumenty klawiszowe
- Paweł Mąciwoda – gitara basowa
- Alan Baster – perkusja